# Nowy port lotniczy Kitakiusiu
Nowy port lotniczy Kitakiusiu (jap. 新北九州空港 Shin-Kitakyūshū Kūkō) (IATA: KKJ, ICAO: RJFR) – port lotniczy w Japonii, w prefekturze Fukuoka, usytuowany na sztucznej wyspie, około 3 km na wschód od wybrzeża miasta Kitakiusiu, na zachodnim krańcu Morza Wewnętrznego (Seto-naikai).
Port lotniczy został otwarty 16 marca 2006 roku jako New Kitakyushu Airport (Shin-Kitakyūshū Kūkō). Jednakże w 2008 roku nazwa została zmieniona na Kitakyushu Airport (北九州空港, Kitakyūshū Kūkō). 

## Galeria

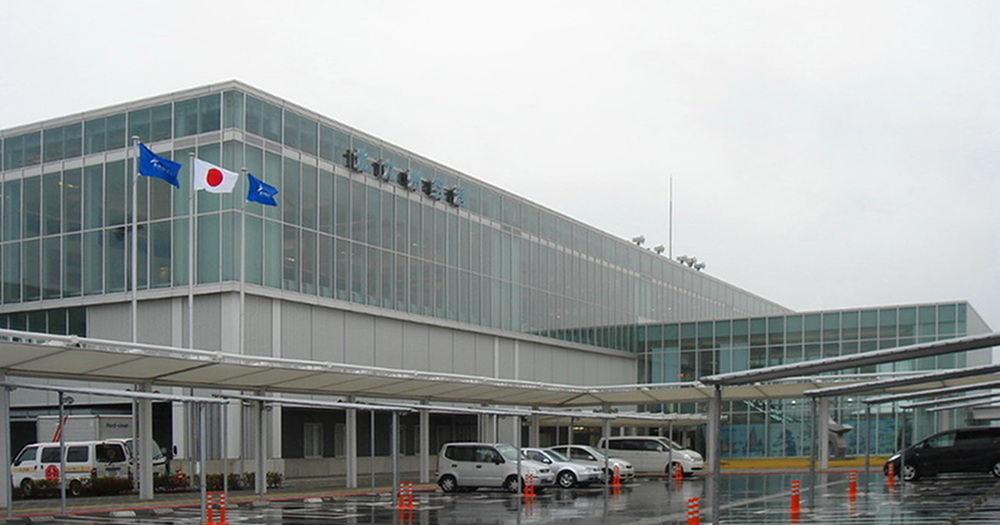
Budynek portu
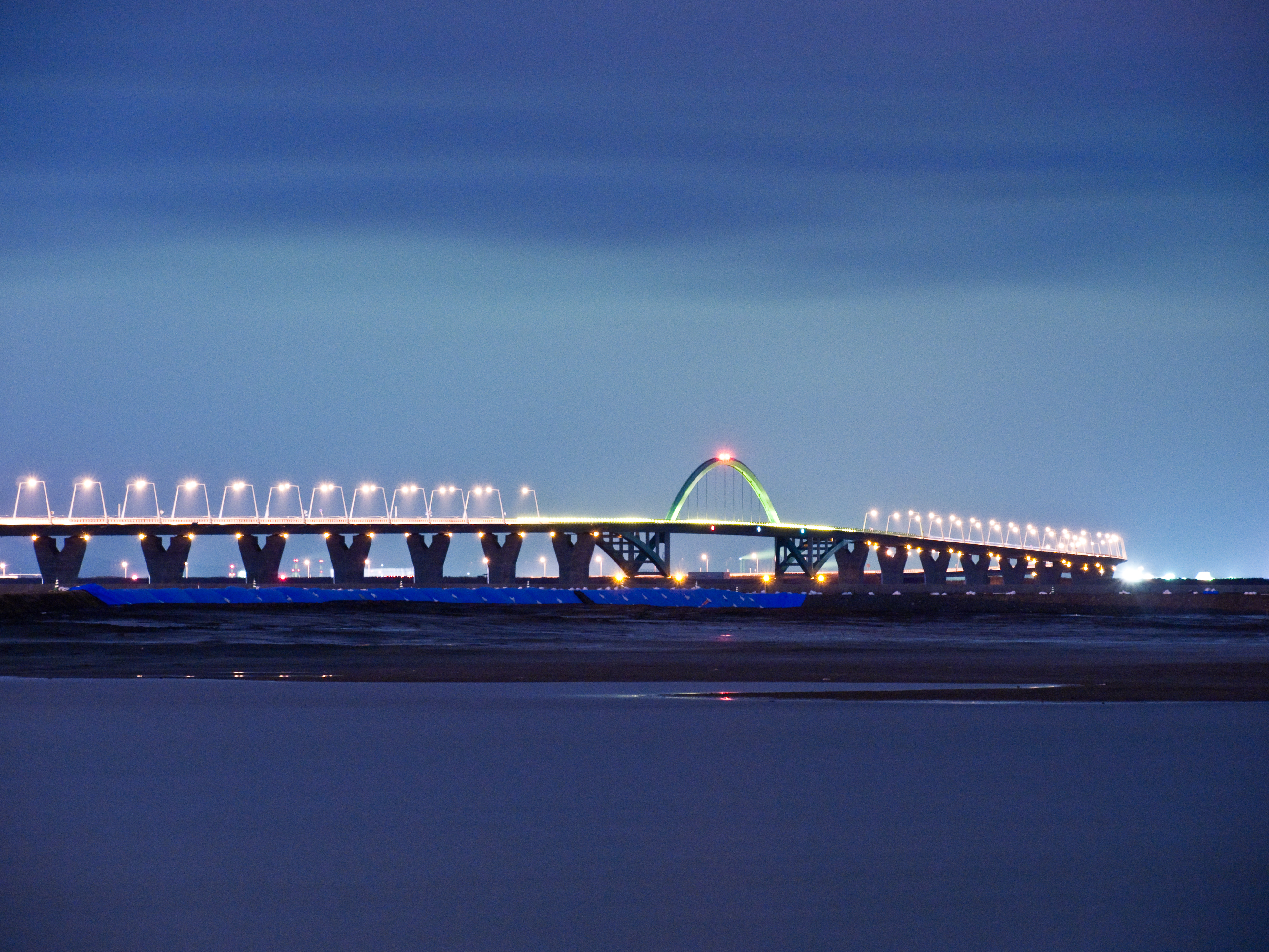
Most prowadzący na nowe lotnisko
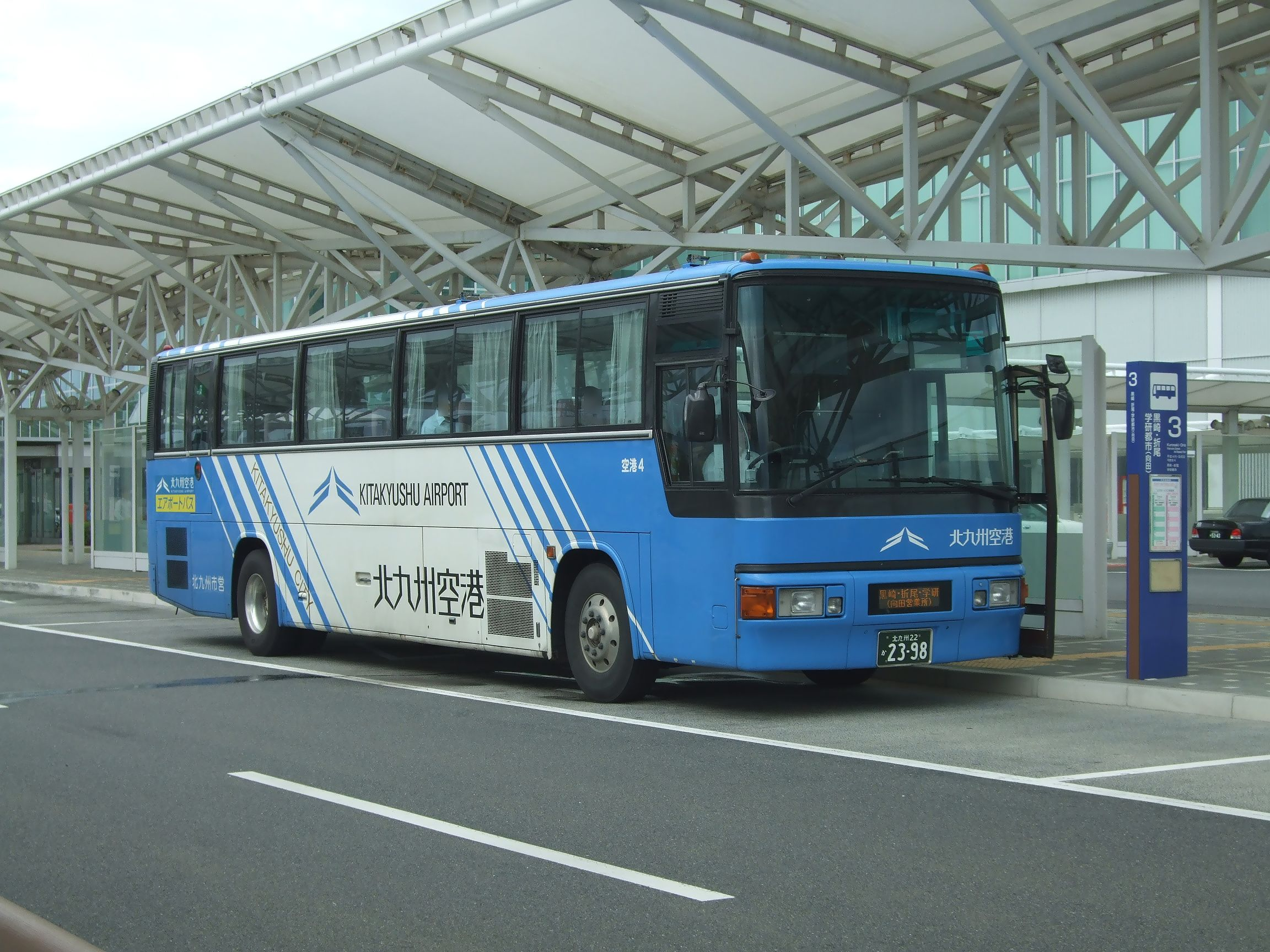
Autobus obsługujący lotnisko